# Foro de Constantino

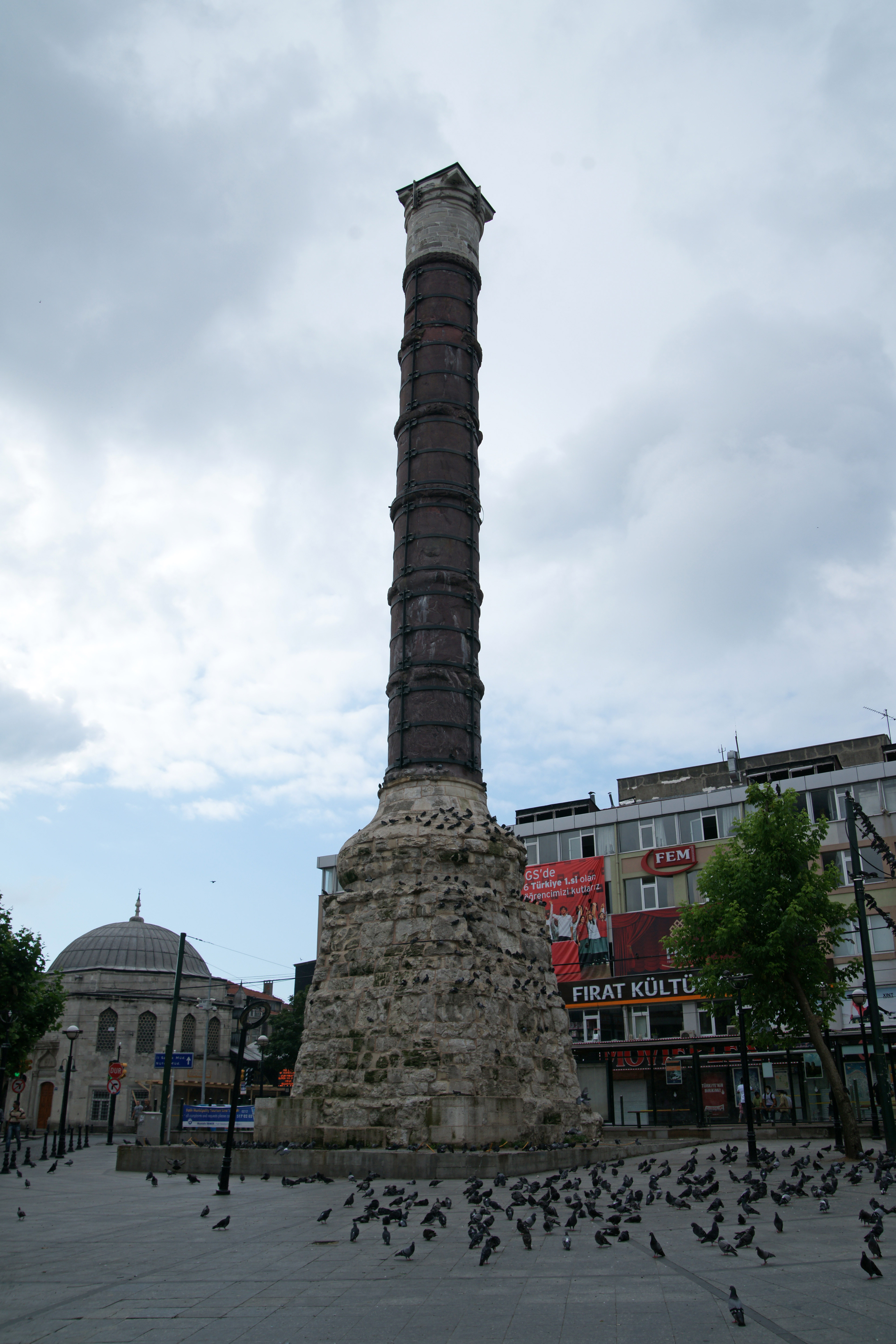
Columna de Constantino, parte del foro

El Foro de Constantino (en griego: Φόρος Κωνσταντίνου) fue una plaza pública (en latín: forum) de Constantinopla (actual Estambul) erigida en 330 por el emperador romano Constantino I inmediatamente fuera de las murallas de la antigua Bizancio, atravesada por la Mese, la principal vía de la ciudad, y por lo tanto era uno de los puntos de parada de las procesiones imperiales. Su forma era circular y estaba adornada por dos puertas monumentales, al este y al oeste, arcos de mármol, columnas de pórfido y numerosas estatuas antiguas traídas de todo el imperio, incluyendo animales (delfines, elefantes), dioses y criaturas mitológicas (hipocampos, el juicio de Paris, Paladio, Atenea, Thetis, Artemisa y posiblemente, Poseidón, Asclepio y Dioniso).
También había una representación de Constantino y su madre Helena sosteniendo una cruz y una escultura de una Tique que sostenía un modio; bajo el reinado de Miguel I Rangabe (811-813) las manos de la escultura fueron cortadas debido a levantamientos populares. Una de las dos casas del senado construidas por Constantino estaba alojada en el foro. En el centro se encontraba una columna triunfal de pórfido, actualmente conocida como Çemberlitaş, dedicada a Constantino. En su cima había una estatua del emperador que en 1106 cayó durante una tormenta y fue reemplazada por Manuel I Comneno (r. 1143-1180) por una cruz.